# カウンターテナー
カウンターテナー（英: countertenor）は、西洋音楽における成人男性歌手のパートの一つで、女声に相当する高音域を歌う。カウンターテノールともいう。

## 概略
変声を過ぎた男性が裏声（ファルセット）や頭声を使って、女声パート（アルト、メゾソプラノ、ソプラノ）あるいは女声に相当する音域を歌うことを指す。ボーイソプラノや、バロック時代にみられた変声前に去勢することで高音域を保つカストラートとは区別される。
英国などで合唱のアルトにカウンターテナーが好まれたこともあって「男性アルト」の意味で用いられることも多い。また、テノールの延長で高音を出すもの（オートコントルという声種があるが）も含まれることがある。
特にソプラノを歌う男性はソプラニストと呼ばれる。

## 成立事情
中世のヨーロッパにおいては「女性は教会では黙すべし」という掟により、女性が教会や舞台の上で歌うことは禁じられていた。そこで、教会の聖歌隊では高音のパートつまり、ソプラノとアルトを、ボーイソプラノが担当していた。しかし、表現力に乏しく響きの弱いボーイソプラノのかわりに、アルトは成人した男性がファルセットを使って歌うようになった。これがカウンターテナーの始まりである。これは、特にイギリスの聖歌隊において伝統的に今でも続けられている。
その後、ソプラノのパートをスペイン系の非去勢男声ソプラノ（すでにカストラートの混在があったという説もある）が受け持つようになり、さらにカストラートの登場によってソプラノもアルトも彼らで占められるようになった。
カストラートの登場と衰退、その後の女性歌手の台頭により、カウンターテナーは長らく日の目を見ず、イギリスで細々とその伝統がまもられるにとどまる。しかし、第2次世界大戦後、アルフレッド・デラーの登場によって再びカウンターテナーは復活し、クラウス・フーバーなどの現代作曲家がこぞってカウンターテナーのための曲を作曲するようになり今に至っている。

## ソプラニスト
ソプラニスト（英: sopranist）はソプラノを担当する男性歌手である。ソプラニスタ（伊: sopranista）、男性ソプラノとも。
女声の最も高い音域（C4～E6）を出す男性歌手をカウンターテナーと区別するときに用いられる名称である。カウンターテナーの一種と区分される場合もある。

## 著名なカウンターテノール歌手の例（アルファベット＆50音順）

### 海外
- アルフレッド・デラー Alfred Deller
- フランコ・ファジョーリ Franco Fagioli
- アンドレアス・ショル Andreas Scholl
- ルネ・ヤーコプス René Jacobs
- ドミニク・ヴィス Dominique Visse
- ジェラーヌ・レーヌ Jerarne Lesne
- マイケル・チャンス Michaele Chance
- フィリップ・ジャルスキー Philippe Jaroussky
- ヨッヘン・コヴァルスキー Jöchen Kowalski
- ベルンハルト・ランダウアー Bernhard Landauer
- クラウス・ノミ　Klaus Nomi
- スラヴァ　Slava

### 日本人
- 岡本知高（ソプラニスタ）
- 中嶋俊晴
- 丹羽勝海
- 藤木大地
- 彌勒忠史
- 米良美一
- 青木洋也
- 木村優一（ソプラニスタ）
- 太刀川昭（英語版）

## 他の声域
- ソプラノ
- メゾソプラノ
- アルト（コントラルト）
- テノール
- バリトン
- バス
- カストラート